# Japan Aviation Electronics
Japan Aviation Electronics Industry (日本 航空 電子 工業, Nihon Kōkū Denshi Kōgyō), nota anche con acronimo di JAE, è una società giapponese attiva nella produzione e vendita di connettori ed adattatori elettrici o informatici come LVDS ad alta velocità, HDMI, PCI express. Produce anche apparecchiature per sistemi e prodotti aerospaziali.
Fondata nel 1953 con sede a Shibuya a Tokyo, la JAE è quotata nella prima sezione della Borsa di Tokyo (TYO:6807). La società ha un capitale di 10,69 miliardi di yen e ha registrato un fatturato netto di 222,1 miliardi di yen nel 2018/2019. Impiega 6 255 persone in tutto il mondo e il maggiore azionista è NEC Corporation, con una quota del 24,53%.
Negli anni 90 la JAE venne sanzionata dal governo nipponico per aver venduto componentistica aerospaziale all'Iran.